# Сражение при Дорестаде
Сражение при Дорестаде (з.-фриз. slach by Doarestêd) — состоявшееся приблизительно в 689—695 годах в окрестностях Дорестада сражение, в котором войско франков под командованием майордома Пипина Геристальского нанесло поражение войску фризов во главе с королём Радбодом. Один из эпизодов франкско-фризских войн.

## Исторические источники
О сражении при Дорестаде сообщается во франкских анналах. Наиболее важные из них — «Книга истории франков», хроника Продолжателей Фредегара и «Ранние Мецские анналы». О франкско-фризских отношениях того времени упоминается и в «Церковной истории народа англов» Беды Достопочтенного.

## Предыстория
С начала VII века между франками и фризами неоднократно происходили вооружённые конфликты, вызванные стремлениями правителей Франкского государства установить контроль над важными для торговли с Британией областями на побережье Северного моря. При короле Дагоберте I франкам удалось завоевать ряд фризских земель, включавшие город Утрехт и крупный торговый центр Дорестад. Однако после смерти этого монарха фризы возвратили все утерянные ими территории. При Альдгисле столица Фризского королевства была перенесена в Утрехт или Дорестад.

## Сражение

### Свидетельства первичных источников
По свидетельству «Ранних Мецских анналов», в 692 году франкский майордом Пипин Геристальский во главе большой армии совершил поход во Фризию, управлявшуюся мятежным «герцогом» (лат. dux) Радбодом. Франки нанесли в неуказанном месте поражение войску фризов, и потерявшему бо́льшую часть войска Радбоду пришлось бежать с поля боя. Вслед за этим поражением он был вынужден признать своё подчинение власти Пипина Геристальского, дать тому заложников и обещать выплачивать дань. Однако и после этого фризы продолжили нападения на пограничные земли Франкского государства, располагавшиеся в Токсандрии. Это вынудило Пипина Геристальского в 697 году совершить ещё один поход против фризов. Во время этого вторжения франкское войско осадило находившуюся около Дорестада фризскую крепость (лат. castrum). Когда же сюда пришло войско во главе с Радбодом, армия франков одержала над фризами новую победу.
В то же время в хронике Продолжателей Фредегара, составленной раньше «Ранних Мецских анналов», сообщается только об одном походе, осуществлённом Пипином Геристальским во Фризию. Во время него франки разгромили войско Радбода у крепости Дорестад и возвратились на родину с богатыми трофеями.

### Современные исследования
Предполагается, что главной причиной франкского вторжения в Фризию было желание Пипина Геристальского установить свой контроль над Дорестадом, в то время бывшим центром торговли континентальной Европы с англосаксонской Британией. Возможно также, что к концу 680-х годов фризы захватили некоторые территории, ранее принадлежавшие Австразии, и что их возвращение было также целью похода. Вторжение в земли фризов было осуществлёно вскоре после того, как Пипину вследствие победы в битве при Тертри удалось подчинить Нейстрию и Бургундию.
Современные исследователи склоняются к мнению, что, скорее всего, более достоверными являются данные, содержащиеся в хронике Продолжателей Фредегара. Они считают, что хотя, возможно, походов Пипина Геристальского во Фризию было несколько, только в одном из них между франками и фризами произошло крупное сражение. Оно датируется приблизительно периодом 689—695 годов и локализуют вблизи Дорестада. Победителями в битве были франки.

## Последствия
Благодаря победе при Дорестаде, Пипину Геристальскому удалось в первой половине 690-х годов присоединить к Франкскому государству фризские земли, располагавшиеся вдоль левого берега Рейна до морского побережья. Под власть франкских монархов были возвращены Утрехт и Дорестад, ставшие центрами начатой святым Виллибрордом христианизации фризов. К Франкскому государству был присоединён также Вехтен. Однако обладавшим сильным флотом фризам удалось сохранить контроль над судоходством по Рейну, а также над землями на его правобережье.

## Комментарии
1. ↑  Наиболее ранняя дата определяется на основании данных о приезде миссионера Виллиброрда в принадлежавший Радбоду Утрехт. Наиболее поздняя — на основании свидетельства о том, что этот город уже находился под властью франков[6][7][9][10][11].